# Halahanivka, Ciîhîrîn
Halahanivka (în ucraineană Галаганівка) este o comună în raionul Ciîhîrîn, regiunea Cerkasî, Ucraina, formată numai din satul de reședință.

## Demografie
Componența lingvistică a comunei Halahanivka
     Ucraineană (96,33%)
     Rusă (3,13%)
     Alte limbi (0,33%)
Conform recensământului din 2001, majoritatea populației comunei Halahanivka era vorbitoare de ucraineană (96,33%), existând în minoritate și vorbitori de rusă (3,13%).